# What Have You Done for Me Lately
A What Have You Done for Me Lately Janet Jackson amerikai énekesnő első kislemeze harmadik, Control című albumáról. A dal az egyik első volt, amit a Jimmy Jam és Terry Lewis szerző-producerpárossal írt. Ez a dal hozta meg Jackson számára az áttörést, miután első két albuma és azok kislemezei csak kisebb sikert arattak az R&B-slágerlistákon.

## Fogadtatása
A kislemez a Billboard Hot 100 amerikai slágerlista 95. helyén nyitott 1986. február 22-én, és egy hónappal később került a Top 40-be, amikor a 48. helyről a 39.-re került. Nyolc hónappal később, a május 17-ével kezdődő héten érte el a legmagasabb helyet, ameddig jutott, a 4.-et. A Billboard Hot R&B/Hip-Hop Songs slágerlistán két hétig listavezető volt. Az év végi összesített listákon a 43. helyre került a Billboard Hot 100, a 13. helyre a Hot R&B/Hip-Hop Songs és a 28. helyre a Hot Dance Club Play kislemezei közül.
A dal Janet egyik legnagyobb sikere lett külföldön; majdnem minden országban, ahol felkerült a slágerlistára, a Top 10-be került. Az Egyesült Királyságban a 3. helyet érte el a slágerlistán, Hollandiában listavezető lett. Az USA-ban 1990. november 12-én aranylemez, az Egyesült Királyságban 1986. május 1-jén ezüstlemez lett.
1987-ben Grammy-díjra jelölték a legjobb R&B-dal és a legjobb, női előadó által előadott R&B-dal kategóriában. Jackson nagy sikerrel adta elő a díjkiosztón. Mind a hat koncertturnéján előadta a dalt.
A dal világszerte sikert aratott, egyike Jackson legsikeresebb dalainak az Egyesült Államokon kívül. Listavezető lett Hollandiában, a top 10-be került az Egyesült Királyságban és Kanadában, és a top 10-be Ausztráliában, Belgiumban, Írországban, Németországban és Svájcban.

## Videóklip és remixek
A dal videóklipjét Brian Jones és Piers Ashworth rendezte, és 1985 decemberében forgatták. A klipben Janet egy étteremben beszélget barátnőjével (őt Paula Abdul alakítja, aki a klip koreográfusa is volt) párkapcsolati problémáiról, majd feltűnik a barátja is (Rudi Huston játssza, akivel Janet a Fame forgatása alatt találkozott, és aki abban az időben számos videóklipben szerepelt). Janet ezután alaposan megmondja a véleményét barátjának. A klip 1987-ben elnyerte a legjobb R&B, soul vagy rapvideóklipnek járó Soul Train-díjat. Az iTunes Store-ról 2007. február 1. óta letölthető.

### Hivatalos remixek, változatok listája
- A cappella (2:19)
- Ben Liebrand Mix (6:31)
- Design of a Decade international edit (3:32)
- Design of a Decade US edit (4:44)
- Dub version (6:35)
- Edited version (3:28)
- Extended mix (7:00)

## A popkultúrában
A What Have You Done for Me Lately Eddie Murphy egyik humorestjén is hangsúlyos szerepet kapott, ahol Murphy a követelőző nőket figurázza ki. A dal felhangzott az Apácashow 2. és a Szülők csapdája 3. című filmben is.
Az 1980-as évek végén és az 1990-es években gyakran használt Yamaha TX81Z egyik hangmintája, a „Lately Bass” ennek a dalnak a basszusán alapul.
2006-ban a dalt feldolgozta az amerikai Sharon Jones & The Dap Kings.
A dal a Blender magazin list of The 500 Greatest Songs Since You Were Born ('Az 500 legjobb dal, ami születésed óta megjelent') című listáján a 341. helyre került.

## Számlista[4]
7" kislemez (USA, Franciaország, Németország, Japán)
1. What Have You Done for Me Lately (Single version) – 3:28
2. He Doesn’t Know I’m Alive (Album version) – 3:30

7" kislemez (Egyesült Királyság)
1. What Have You Done for Me Lately (Single version) – 3:28
2. Young Love – 4:56

12" maxi kislemez (USA, Ausztrália, Európa, Mexikó)
1. What Have You Done for Me Lately (Extended Mix) – 7:00
2. What Have You Done for Me Lately (Dub version) – 6:35
3. What Have You Done for Me Lately (A cappella) – 2:19

12" maxi kislemez (Egyesült Királyság)
1. What Have You Done for Me Lately (Extended Mix) – 7:00
2. What Have You Done for Me Lately (Dub Version) – 6:35
3. Young Love – 4:56

12" maxi kislemez (Kanada)
1. What Have You Done for Me Lately (Extended Mix) – 7:00
2. Nasty (Extended Mix) – 6:00
3. Nasty (Instrumental) – 4:00
4. Nasty (A Cappella) – 2:55

## Helyezések
| Slágerlista (1986)                               | Legmagasabb helyezés |
| ------------------------------------------------ | -------------------- |
| USA Billboard Hot 100                            | 4                    |
| USA Billboard Hot Dance Music/Club Play          | 2                    |
| USA Billboard Hot Dance Music/Maxi-Singles Sales | 1                    |
| USA Billboard Hot R&B/Hip Hop Singles & Tracks   | 1                    |
| USA Billboard Adult Comtemporary                 | 38                   |
| Ausztrál kislemezlista                           | 6                    |
| Belga kislemezlista (Flandria)                   | 7                    |
| Brit kislemezlista                               | 3                    |
| Francia kislemezlista                            | 56                   |
| Holland kislemezlista                            | 1                    |
| Ír kislemezlista                                 | 10                   |
| Kanadai kislemezlista                            | 2                    |
| Német kislemezlista                              | 8                    |
| Svájci kislemezlista                             | 9                    |
| Új-zélandi kislemezlista                         | 27                   |